# Hamfelde (Lauenbourg)
Pour les articles homonymes, voir Hamfelde.
Hamfelde est une commune allemande du Schleswig-Holstein, située dans l'arrondissement du duché de Lauenbourg (Kreis Herzogtum Lauenburg), à onze kilomètres au nord de la ville de Schwarzenbek. Hamfelde fait partie de l'Amt Schwarzenbek-Land (« Schwarzenbek-campagne ») qui regroupe 19 communes autour de Schwarzenbek.